# Ángel Martínez Rotela
Ángel Marcelo Martínez Rotela (n. 9 de octubre de 1983, Asunción, Paraguay) es un exfutbolista y entrenador paraguayo, como jugador se desempeñaba como defensor y actualmente dirige al Martín Ledesma de la Segunda División de Paraguay.

## Clubes

### Como jugador
| Club                 | País      | Año       |
| -------------------- | --------- | --------- |
| Olimpia              | Paraguay  | 2000-2002 |
| Tacuary              | Paraguay  | 2002-2003 |
| Racing Club          | Argentina | 2004      |
| Nacional             | Paraguay  | 2004-2005 |
| Real Valladolid      | España    | 2005      |
| Nacional             | Paraguay  | 2006-2007 |
| 12 de Octubre        | Paraguay  | 2008      |
| Universidad Católica | Chile     | 2009      |
| 12 de Octubre        | Paraguay  | 2009      |
| Sport Colombia       | Paraguay  | 2011      |
| Sportivo Trinidense  | Paraguay  | 2012-2013 |
| Colón                | Paraguay  | 2014      |

### Como entrenador
| Club                      | País     | Año        |
| ------------------------- | -------- | ---------- |
| Martín Ledesma            | Paraguay | 2017       |
| Resistencia               | Paraguay | 2017       |
| Guaireña FC               | Paraguay | 2018       |
| Sportivo 2 de Mayo        | Paraguay | 2018       |
| Resistencia               | Paraguay | 2018       |
| Atyrá                     | Paraguay | 2019       |
| Deportivo Capiatá         | Paraguay | 2020       |
| Martín Ledesma            | Paraguay | 2022       |
| Sportivo Carapeguá        | Paraguay | 2023 -2024 |
| Sol de América inferiores |          | 2025-      |